# Rogue Company

Rogue Company é um jogo eletrônico free-to-play de tiro em terceira pessoa desenvolvido pela First Watch Games e publicado pela Hi-Rez Studios. O jogo foi lançado em 30 de setembro de 2020 para o Microsoft Windows através da Epic Games, Xbox One, PlayStation 4  e Nintendo Switch. Um beta fechado foi lançado em 20 de julho de 2020.

## Jogabilidade
Rogue Company apresenta uma gama de personagens jogáveis, conhecidos como Rogues.  O jogo apresenta modos de jogo baseados em objetivos e com vários mapas. As partidas consistem em várias rodadas, com cada rodada começando com ambas as equipes saltando de paraquedas da aeronave. Entre as rodadas, os jogadores podem usar o dinheiro ganho por completar tarefas e eliminar jogadores na rodada anterior para comprar e atualizar armas, equipamentos e vantagens.
Existem quatro modos de jogo:
- Extraction é um modo de jogo 4v4, em que uma equipe tem a tarefa de hackear equipamentos e a outra deve impedir; o vencedor de uma rodada é determinado assim que o objetivo for hackeado ou todos os jogadores da equipe oponente forem eliminados.[11]
- Strikeout é uma variação de Extraction na qual os jogadores podem reaparecer após serem eliminados, com cada equipe tendo um número limitado de reaparições a cada rodada.
- Demolition é um modo 4v4 em que uma equipe deve plantar uma bomba dentro de um limite de tempo.
- Wingman é um modo de jogo 2v2.